# Cengiz Coşkun
Cengiz Coşkun (nació el 29 de abril de 1982 en Estambul) es un modelo y actor turco, originario de una familia de inmigrantes búlgaros.

## Vida y carrera
Se graduó de la Academia de Deportes, el actor también es jugador profesional de baloncesto. Ocupó el tercer lugar en el Mejor Modelo en 2002. Luego, en el concurso "World's Most Handsome Man" realizado en Londres, fue seleccionado como el 4º del mundo, el mejor fotomodelo y el mejor modelo físico. Cengiz Coşkun entró en el mundo de la televisión en 2005 con la serie Rüzgarlı Bahçe. Uno de los proyectos más importantes de su carrera es la película Fetih 1453, que se estrenó en 2012. Llamó la atención interpretando al comandante bizantino Giovanni Giustiniani en esa película. Luego, el actor que interpretó en la película Mountain de 2012 comenzó a pelear en la tercera temporada de la competencia Survivor Celebridades - Voluntarios en 2013, pero fue eliminado en el día 94 de la competencia.
Cengiz Coşkun interpretó a Turgut Alp de Ertuğrul Gazi durante 5 temporadas en la serie Diriliş "Ertuğrul", que comenzó a transmitirse en TRT 1 en 2014, y aumentó su fans con su éxito en este proyecto.
Coşkun también interpretó al personaje de Sultan Alparslan en la película Malazgirt 1071, que se proyectó en 2022 y trata sobre la Batalla de Manzikert.

## Películas
| Año  | Película                     | Papel                         |
| ---- | ---------------------------- | ----------------------------- |
| 2012 | Conquista 1453               | giovanni giustiniani          |
| 2012 | montaña                      | Teniente primero Tugrul Tumen |
| 2016 | Cajones                      | Ali                           |
| 2022 | malazgirt 1071               | Sultán Alparslan              |
| 2023 | Yavuz: Espada de la Justicia | Yavuz Sultán Selim Khan       |

## Programas de televisión
| Año       | Telenovela                                | Papel                  |
| --------- | ----------------------------------------- | ---------------------- |
| 2005      | Jardín Ventoso ::                         | mercan                 |
| 2005      | río                                       | Umut                   |
| 2006      | Más que sincero                           | kaan atalay            |
| 2006      | medicos                                   | eric                   |
| 2009      | herida de hipo                            | Tariq                  |
| 2013      | Celebridades sobrevivientes - Voluntarios | Él mismo (Concursante) |
| 2014-2019 | Resurrección "Ertugrul"                   | Turgut Alp             |